# SA-skolefilmen
|  | Denne artikel er oprettet af botten PalnaBot ud fra en ekstern database. Den kan derfor have sproglige fejl eller mangler. Denne skabelon kan fjernes efter kontrol af indholdet. |

SA-skolefilmen er en film med ukendt instruktør.

## Handling
SA-skolefilmen er en stumfilm på knap en halv time, lavet af danske nazister, som præsenterer en række scener fra nazistpartiets historie.